# Billy Bonds
William Arthur Bonds, detto Billy (Woolwich, 17 settembre 1946) è un ex calciatore e allenatore di calcio inglese, di ruolo centrocampista.
Bonds ha legato la sua carriera al West Ham, squadra della quale è stato sia capitano che allenatore. Con la maglia degli Hammers ha disputato in totale 793 partite, stabilendo il record di presenze in maglia claret and blue.

## Carriera

### Giocatore
Nato a Woolwich, nel sud-est di Londra, cresce calcisticamente nel Charlton Athletic. Con la maglia degli Addicks si mette in luce e nel 1967 si trasferisce nelle file del West Ham. Con la maglia degli Irons esordisce in First Division nella partita contro lo Sheffield Wednesday.
Diventato presto punto fermo della difesa claret and blue, Bonds gioca 124 partite consecutive tra il 1968 e il 1970. Nel 1971-72 partecipa alla sfortunata semifinale di League Cup persa al secondo replay contro lo Stoke City. Nel 1973-74 diventa, sorprendentemente, top-scorer stagionale degli Hammers mettendo a segno un totale di 13 reti, inclusa una tripletta ai danni del Chelsea.
Con la partenza di Bobby Moore, Bonds diventa capitano e l'anno seguente trascina i suoi alla vittoria in finale di FA Cup contro il Fulham. Esaltante è anche la stagione successiva dove gli Hammer sfiorano la vittoria in Coppa delle Coppe venendo sconfitti in finale dai belgi dell'Anderlecht per 4-2.
Nel 1977-78 il West Ham retrocede, ma nella stagione 1979–80, con la squadra ancora militante in Second Division, Bonds conduce gli Hammers ad un'impresa storica: il giant killing in finale di FA Cup ai danni dei cugini dell'Arsenal. Bonds diventa così il primo capitano del West Ham, e finora l'unico, a sollevare per due volte l'ambitissimo trofeo.
Bonds conduce i suoi ad un'ultima finale, persa contro il Liverpool al replay, e valida per l'assegnazione della League Cup 1980-81. Nella medesima stagione gli Hammers ottengono la tanto sperata promozione in First Division, e arrivano sino ai quarti della Coppa delle Coppe, eliminati solo dai futuri campioni della Dinamo Tiblisi.
Billy Bonds si ritira dal calcio giocato nel 1988 dopo 21 anni trascorsi nelle file degli Hammers.

### Allenatore
Bonds seppe distinguersi in claret and blue anche come allenatore portando, tra il 1990 e il 1994, il West Ham a due promozioni e ad una semifinale di FA Cup persa contro il Nottingham Forest. Chiuse la carriera da manager nel 1998 dopo un'esperienza di un anno nelle file del Millwall Football Club.

## Statistiche

### Presenze e reti nei club(West Ham)
| Stagione            | Squadra             | Campionato          | Campionato | Campionato | Coppe nazionali | Coppe nazionali | Coppe nazionali | Coppe continentali | Coppe continentali | Coppe continentali | Altre coppe | Altre coppe | Altre coppe | Totale | Totale |
| Stagione            | Squadra             | Comp                | Pres       | Reti       | Comp            | Pres            | Reti            | Comp               | Pres               | Reti               | Comp        | Pres        | Reti        | Pres   | Reti   |
| ------------------- | ------------------- | ------------------- | ---------- | ---------- | --------------- | --------------- | --------------- | ------------------ | ------------------ | ------------------ | ----------- | ----------- | ----------- | ------ | ------ |
| 1967-1968           | West Ham Utd        | FD                  | 37         | 1          | -               | -               | -               | -                  | -                  | -                  | -           | -           | -           | 37     | 1      |
| 1968-1969           | West Ham Utd        | FD                  | 42         | 1          | -               | -               | -               | -                  | -                  | -                  | -           | -           | -           | 42     | 1      |
| 1969-1970           | West Ham Utd        | FD                  | 42         | 3          | -               | -               | -               | -                  | -                  | -                  | -           | -           | -           | 42     | 3      |
| 1970-1971           | West Ham Utd        | FD                  | 37         | 0          | -               | -               | -               | -                  | -                  | -                  | -           | -           | -           | 37     | 0      |
| 1971-1972           | West Ham Utd        | FD                  | 42         | 3          | -               | -               | -               | -                  | -                  | -                  | -           | -           | -           | 42     | 3      |
| 1972-1973           | West Ham Utd        | FD                  | 39         | 3          | -               | -               | -               | -                  | -                  | -                  | -           | -           | -           | 39     | 3      |
| 1973-1974           | West Ham Utd        | FD                  | 40         | 13         | -               | -               | -               | -                  | -                  | -                  | -           | -           | -           | 40     | 13     |
| 1974-1975           | West Ham Utd        | FD                  | 31         | 7          | -               | -               | -               | -                  | -                  | -                  | -           | -           | -           | 31     | 7      |
| 1975-1976           | West Ham Utd        | FD                  | 18         | 1          | -               | -               | -               | -                  | -                  | -                  | -           | -           | -           | 18     | 1      |
| 1976-1977           | West Ham Utd        | FD                  | 41         | 3          | -               | -               | -               | -                  | -                  | -                  | -           | -           | -           | 41     | 3      |
| 1977-1978           | West Ham Utd        | FD                  | 29         | 1          | -               | -               | -               | -                  | -                  | -                  | -           | -           | -           | 29     | 1      |
| 1978-1979           | West Ham Utd        | SD                  | 39         | 4          | -               | -               | -               | -                  | -                  | -                  | -           | -           | -           | 39     | 4      |
| 1979-1980           | West Ham Utd        | SD                  | 34         | 1          | -               | -               | -               | -                  | -                  | -                  | -           | -           | -           | 34     | 1      |
| 1980-1981           | West Ham Utd        | SD                  | 41         | 0          | -               | -               | -               | -                  | -                  | -                  | -           | -           | -           | 41     | 0      |
| 1981-1982           | West Ham Utd        | FD                  | 29         | 1          | -               | -               | -               | -                  | -                  | -                  | -           | -           | -           | 29     | 1      |
| 1982-1983           | West Ham Utd        | FD                  | 34         | 3          | -               | -               | -               | -                  | -                  | -                  | -           | -           | -           | 34     | 3      |
| 1983-1984           | West Ham Utd        | FD                  | 27         | 0          | -               | -               | -               | -                  | -                  | -                  | -           | -           | -           | 27     | 0      |
| 1984-1985           | West Ham Utd        | FD                  | 22         | 3          | -               | -               | -               | -                  | -                  | -                  | -           | -           | -           | 22     | 3      |
| 1985-1986           | West Ham Utd        | FD                  | 0          | 0          | -               | -               | -               | -                  | -                  | -                  | -           | -           | -           | 0      | 0      |
| 1986-1987           | West Ham Utd        | FD                  | 17         | 0          | -               | -               | -               | -                  | -                  | -                  | -           | -           | -           | 17     | 0      |
| 1987-1988           | West Ham Utd        | FD                  | 22         | 0          | -               | -               | -               | -                  | -                  | -                  | -           | -           | -           | 22     | 0      |
| Totale West Ham Utd | Totale West Ham Utd | Totale West Ham Utd | 663        | 48         |                 | 0               | 0               |                    | 0                  | 0                  |             | -           | -           | 663    | 48     |

## Palmarès

### Giocatore

#### Competizioni nazionali
- Second Division: 1

West Ham: 1980-1981
- Coppa d'Inghilterra: 2

West Ham: 1974-1975, 1979-1980